# Liste der Biografien/Noz
Liste der Biografien |
Portal Biografien |
Personensuche
# |
A |
B |
C |
D |
E |
F |
G |
H |
I |
J |
K |
L |
M |
N |
O |
P |
Q |
R |
S |
T |
U |
V |
W |
X |
Y |
Z |
?
 
Na |
Nb |
Nc |
Nd |
Ne |
Nf |
Ng |
Nh |
Ni |
Nj |
Nk |
Nl |
Nm |
Nn |
No |
Nr |
Ns |
Nt |
Nu |
Nv |
Nw |
Nx |
Ny |
Nz
 
Noa |
Nob |
Noc |
Nod |
Noe |
Nof |
Nog |
Noh |
Noi |
Noj |
Nok |
Nol |
Nom |
Non |
Noo |
Nop |
Nor |
Nos |
Not |
Nou |
Nov |
Now |
Nox |
Noy |
Noz
Die Liste der Biografien führt alle Personen auf, die in der deutschsprachigen Wikipedia einen Artikel haben. Dieses ist eine Teilliste mit 37 Einträgen von Personen, deren Namen mit den Buchstaben „Noz“ beginnt.

## Noz

### Noza
- Nozaki, Albert (1912–2003), US-amerikanischer Filmarchitekt
- Nozaki, Hitoshi (1922–2019), japanischer Chemiker
- Nozaki, Keita (* 1990), japanischer Fußballspieler
- Nozaki, Kyoko (* 1964), japanische Chemikerin
- Nozaki, Masaya (* 1993), japanischer Fußballspieler
- Nozaki, Yōsuke (* 1985), japanischer Fußballspieler
- Nozal, Alexandre (1852–1929), französischer Maler
- Nozal, Isidro (* 1977), spanischer Radrennfahrer
- Nozal, Requena (* 1947), spanischer Künstler und Maler
- Nozati, Annick (1945–2000), französische Sängerin und Improvisationsvokalistin
- Nozawa, Akira (1914–2000), japanischer Fußballspieler
- Nozawa, Bonchō († 1714), japanischer Haiku-Dichter
- Nozawa, Hideyuki (* 1994), japanischer Fußballspieler
- Nozawa, Hisashi (1960–2004), japanischer Schriftsteller
- Nozawa, Ken’ichi (* 1984), japanischer Fußballspieler
- Nozawa, Leon (* 2003), japanischer Fußballspieler
- Nozawa, Masako (* 1936), japanische Schauspielerin und Synchronsprecherin
- Nozawa, Masao (1906–1994), japanischer Fußballspieler
- Nozawa, Riku (* 1998), japanischer Fußballspieler
- Nozawa, Taishi Brandon (* 2002), japanischer Fußballspieler
- Nozawa, Takuya (* 1981), japanischer Fußballspieler
- Nozawa, Yōsuke (* 1979), japanischer Fußballtorhüter
- Nozawa, Yūki, japanischer Skeletonpilot

### Noze
- Nozeman, Ariana († 1661), erste Berufsschauspielerin in den Niederlanden
- Nozeman, Jacob (1693–1745), niederländischer Komponist und Violinist
- Nozeman, Maria (* 1652), niederländische Schauspielerin und Theaterregisseurin
- Nozero, Larry (1934–2005), US-amerikanischer Jazz- und Studiomusiker (Saxophone, auch Flöte)
- Nozette, Stewart D. (* 1957), US-amerikanischer Astronom

### Nozi
- Nozick, Robert (1938–2002), US-amerikanischer Philosoph
- Nožička, František (1918–2004), tschechischer Mathematiker und Hochschullehrer
- Nozière, Violette (1915–1966), französische Giftmörderin
- Nozières, Philippe (1932–2022), französischer Physiker
- Nozik, Michael (* 1954), US-amerikanischer Filmproduzent

### Nozo
- Nozoe, Tetsuo (1902–1996), japanischer Chemiker
- Nozoe, Yae (1916–2005), japanische Pilotin und Luftfahrtpionierin

### Nozu
- Nozu, Michitsura (1840–1908), japanischer Generalfeldmarschall (Gensui)
- Nozuka, Justin (* 1988), US-amerikanisch-kanadischer SängerJustin Nozuka (* 1988)

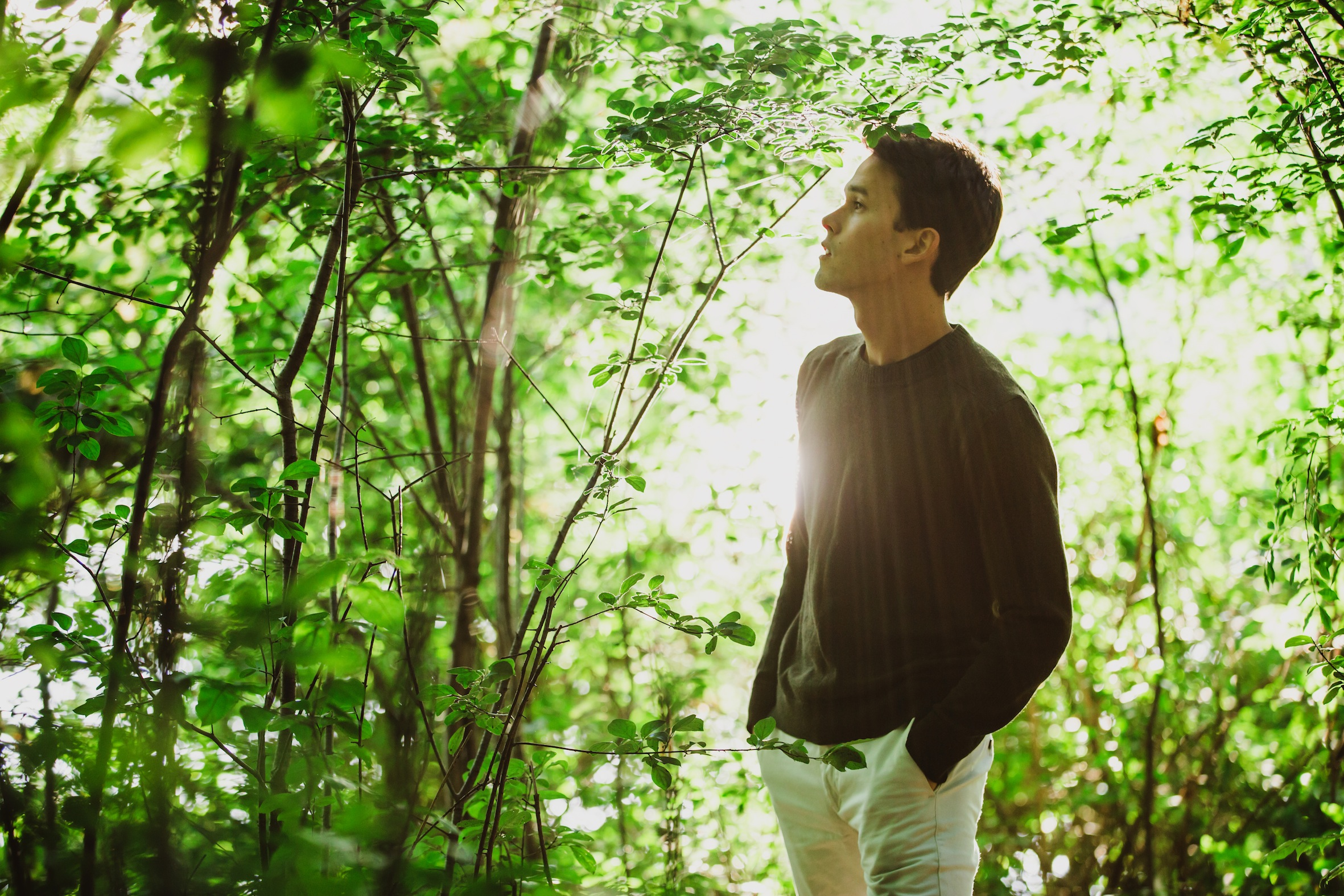
Justin Nozuka (* 1988)